# Лысенкова, Ольга Евгеньевна
Ольга Евгеньевна Лысенкова (14 января 1952, Ленинград — 21 августа 2009, Санкт-Петербург) — российская актриса.

## Биография
Семья будущей актрисы не имела никакого отношения к театру, но Ольга с детства мечтала выступать на сцене, с первого класса ставила школьные спектакли и играла в них сама. В 9 классе поступила в студию народного ТЮЗа при Выборгском ДК. Училась в ЛГИТМиК, в мастерской профессора З. Я. Корогодского при Ленинградском ТЮЗе. Сыграла в таких известных спектаклях ТЮЗа, как «Открытый урок», «Наш, только наш», «Наш цирк», «Конёк-горбунок», «Чужая роль» по пьесе С. В. Михалкова. После окончания института была принята в труппу ТЮЗа, в конце 80-90-х годах играла в спектаклях А. Д. Андреева. О. Лысенкова проработала в ТЮЗе 20 лет. С 1993 года пять лет преподавала актёрское мастерство в школе. В 1998 году была принята в труппу Молодёжного театра на Фонтанке. Ольга Лысенкова была занята и в антрепризных спектаклях, работала на ленинградском и петербургском радио.
Ушла из жизни 21 августа 2009 года в Санкт-Петербурге.

## Работы в театре
- 1973 — «Борис Годунов» А. С. Пушкина — Мальчик (реж. З. Я. Корогодский)
- 1976 — «Рыжик» Жюля Ренара — Рыжик (реж. З. Я. Корогодский)
- 1977 — «За всё хорошее — смерть» Р. Ибрагимбекова — Марат (реж. З. Я. Корогодский)
- 1978 — «Кошка, которая гуляла сама по себе» Н. Слепаковой — Мальчик (реж. З. Я. Корогодский)
- 1979 — «Бемби» по мотивам повести Феликса Зальтена — Гобо (реж. З. Я. Корогодский)
- 1979 — «Баллада о славном Бильбо Бэггинсе» по Джону Рональду Толкиену — Король гномов Торин и др. (реж. З. Я. Корогодский)
- 1980 — «Горячий камень» — Старуха (реж. З. Я. Корогодский)
- 1981 — «Сказки Пушкина» — Старуха, Бесёнок, Золотой Петушок (реж. З. Я. Корогодский)
- 1982 — «Наш Чуковский» — (реж. З. Я. Корогодский)
- 1987 — «Недоросль» Д. В. Фонвизина, телеспектакль — Нянюшка (реж. Г. Васильев)
- 1979 — «Неделя, полная суббот» Пауля Маара — Суббастик (реж. А. Андреев)
- 1998 — «Плутни Скапена» Жана Мольера — кормилица Нерина (реж. В. Ветрогонов)
- 1999 — «Касатка» А. Н. Толстого — Анна Аполлосовна (реж. С. Я. Спивак)
- 2000 — «Картины из жизни девицы Любови Отрадиной» по пьесе А. Н. Островского «Без вины виноватые» — (реж. Н. Леонова)
- 2001 — «Жаворонок» Жана Ануя — Мать Жанны (реж. С. Я. Спивак)
- 2001 — «Тётеньки и дяденьки» по пьесам Н. Н. Садур — (реж. Г. Бызгу)
- 2002 — «Сон на Нере» по пьесе А. Н. Островского «Снегурочка» — Бобылиха (реж. А. Андреев)
- 2002 — «Священные чудовища» Жана Кокто — Люлю (реж. С. Я. Спивак)
- 2003 — «Простая история» — (реж. Г. Бызгу)

## Работы в кино и сериалы
- 1991 — Анна Карамазофф — Бродяжка
- 2001 — Тайны следствия-1 — Дворник
- 2003 — Линии судьбы — эпизод
- 2005 — Братва — Агата Соломоновна
- 2005 — Итальянец — эпизод
- 2005 — Улицы разбитых фонарей-7 — Кутьина
- 2006 — Туда, где живёт счастье — эпизод
- 2007 — 7 кабинок — Уборщица
- 2010 — Любовь без правил — Ольга, подруга Веры

## Признание и награды
- Заслуженная актриса России